# Louis Nicolas Davout
Louis Nicolas Davout (n. 1770, d. 1823) prinț de Eckmühl, duce de Auerstaedt, a fost un general francez al perioadei napoleoniene, pair al Franței și ministru de Război, căruia i s-a acordat demnitatea civilă de Mareșal al Imperiului. Grafia obișnuită a numelui său este „Davout”, deși se pot întâlni și variațiunile „Davoust”, „d'Avoust” sau „d'Avout”. Este singurul Mareșal al Primului Imperiu care nu a fost niciodată înfrânt, deși a luat parte la cele aproape toate campaniile din cadrul războaielor napoleoniene.

## Origini

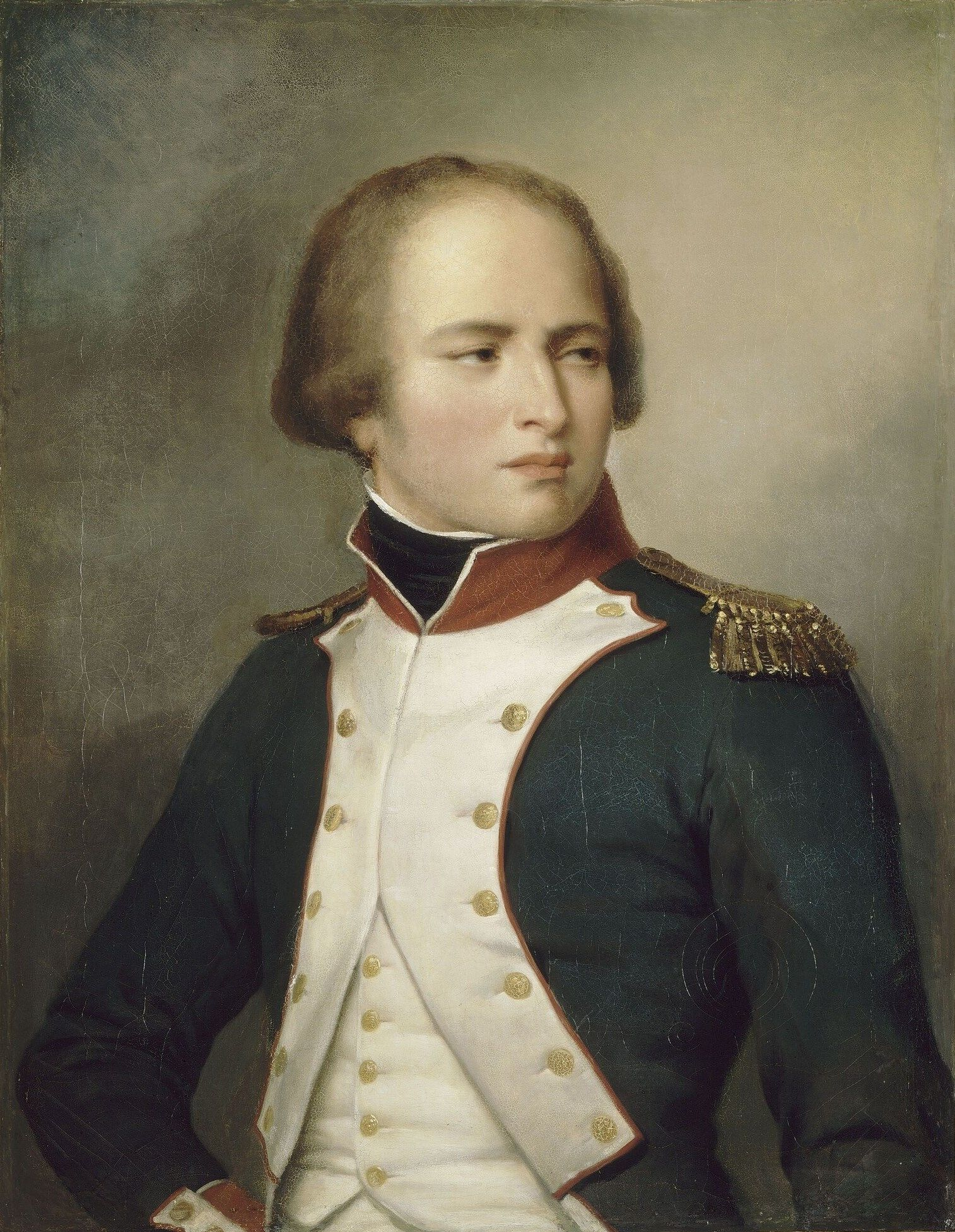
Davout, locotenent colonel în batalionul 3 din Yvonne

Fiu de militar, Louis Nicolas provenea din vechea familie nobilă burgundă d'Avout, care ajunsense însă să fie ruinată. Mulți dintre strămoșii săi îmbrățișaseră cariere militare, astfel că se spunea: „Atunci când un d'Avout se naște, o sabie iese din teacă”. Nu este deci surprinzător faptul că tânărul Davout alege cariera militară, urmând Școala Militară de la Auxerre; iar din 1785 este cadet-gentilom la prestigioasa „Ecole Militaire de Paris”. 

## Carieră

### Războaiele Revoluției
Începându-și cariera la cavalerie, Davout este un ardent susținător al ideilor Revoluției și este încarcerat de două ori din cauza comportamentului său, înainte de a-și da demisia din armată (1791) doar pentru a reveni asupra deciziei și a fi ales locotenent-colonel al voluntarilor din Yvonne, o săptămână mai tărziu, pe 22 septembrie. Davout este apoi trimis în Țările de Jos, unde participă la bătălia de la Neerwinden (1793). A servit cu această ocazie în armata Rinului, sub comanda lui Dumouriez și a încercat fără succes să îl împiedice pe acesta să se alăture inamicului. Este trimis în Vendée, primind gradul de general de brigadă și apoi pe cel de general de divizie (iulie 1793), dar refuză această din urmă promovare, demisionând pentru a se conforma unui decret care excludea nobilii din armată. Își continuă cariera militară doar după căderea lui Robespierre, în toamna lui 1794, când luptă în armata Rinului, ca general de brigadă, capturând Mannheim, dar este făcut prizonier atunci când orașul capitulează, în septembrie același an, dar face curând obiectul unui schimb de prizonieri. Revine în armata Rinului și se distinge la Kehl, la Haslach și apoi intră în posesia corespondenței generalului Pichegru, descoperind astfel legăturile regaliste ale acestuia din urmă. 

### Campaniile din Egipt și Italia
În relații foarte bune cu generalul Desaix, prieten al lui Bonaparte, Davout se alătură Corpului expediționar din Egipt, în 1799 și participă la toate succesele militare ale acestei campanii (Piramide; Luxor; Aboukir), comandând o brigadă de cavalerie. La întoarcerea în Franța, pe 6 mai 1800, este numit general de divizie și primește comanda cavaleriei „armatei din Italia” . Se căsătorește cu sora generalului Leclerc. 

### Mareșal al Franței și Războiul celei de-a Treia Coaliții
Generalul Davout este foarte apreciat de Bonaparte, devenit Primul Consul, iar în mai 1804, când acesta devine Împărat, lui Davout i se oferă demnitatea de Mareșal al Imperiului și onoarea de a fi unul dintre cei patru „colonei generali ai Gărzii Imperiale”, post dealtfel strict onorific. În 1805, după ce Austria și Rusia declară război Franței, lui Davout i se acordă comanda Corpului III al „Marii Armate”. Acest corp de armată va deveni celebru, fiind considerat aproape la fel de valoros ca și Garda Imperială, ceea ce spune mult despre capacitățile de comandant și de organizator ale mareșalului. La Ulm, pe 30 octombrie, Davout joacă un rol important iar pe 2 decembrie 1805, la bătălia de la Austerlitz, aduce Corpul său pe câmpul de bătălie în timp util, ajungând de la Viena în sătucul Telnitz în numai 48 de ore. Victoria totală a francezilor s-a datorat și tenacității mareșalului Davout, care a rezistat pe poziții mai multe ore, deși raportul de forțe era de 3 la 1. 

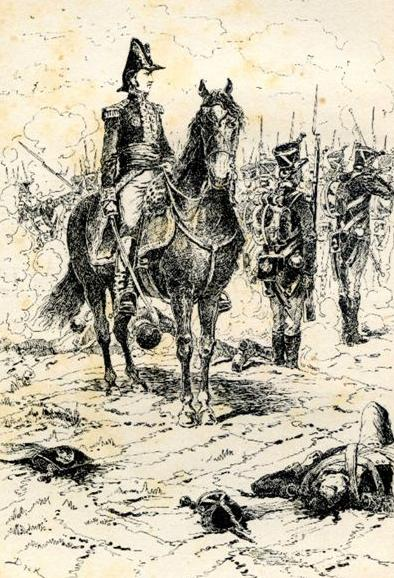
Davout la Auerstaedt

### Auerstaedt și campania din 1807
Campania din 1806, împotriva Prusiei a adus cel mai impresionant succes militar al mareșalului: victoria de la Auerstaedt, când Davout și Corpul său de 30,000 de oameni a învins de unul singur principala armată prusacă, de aproximativ 50,000 de oameni. În aceeași zi împăratul Napoleon se lupta cu o altă armată prusacă la Jena. Lipsa de reacție a Mareșalului Bernadotte, care ar fi putut să îl susțină pe Davout la Auerstaedt provoacă furia acestuia din urmă, început al unei dușmănii fățișe între cei doi oameni. Drept recunoaștere a meritelor sale în cadrul acestei campanii, Împăratul îi acordă onoarea de a intra primul în Berlin (25 octombrie 1806). Campania din Polonia din 1807 îl are din nou pe Mareșal în prim plan, mai ales la carnagiul de la Eylau, unde comandă aripa dreaptă a armatei. După tratatul de la Tilsit, Davout devine guvernator al nou-creatului Mare Ducat al Varșoviei. Devine Duce de Auerstaedt pe 28 martie 1808. 

### Războiul celei de-a Cincea Coaliții și campania din Rusia

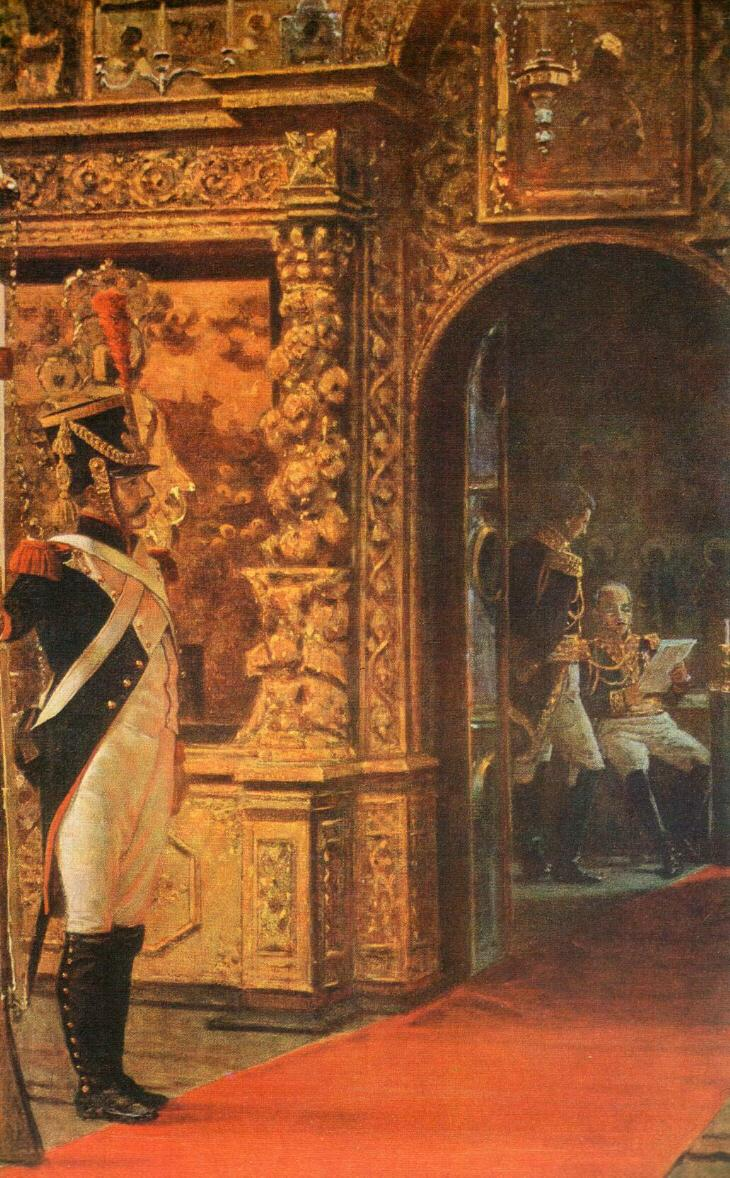
Mareşalul la mânăstirea Chudov din Moscova, în 1812

Anul 1809 și noul război cu Austria reprezintă un nou succes militar pentru Franța, cu Davout câștigând bătălia de la Eckmühl și ajutând la obținerea victoriei de la Wagram, unde comandă aripa dreaptă a armatei. Succesele sale în această campanie îi aduc titlul de prinț de Eckmühl, pe 15 august 1809. În 1810, Davout este numit comandant al „armatei din Germania”, fiind însărcinat cu organizarea armatei de invazie a Rusiei. În cadrul campaniei din Rusia comandă Corpul I al „Marii Armate” și participă activ la obținerea unei serii de victorii: Mohilev, Smolensk sau Moskova-Borodino. În cadrul acestei din urmă bătălii, Mareșalul îi propusese Împăratului să utilizeze Corpul I pentru a face un dificil marș de noapte menit să permită un atac din flanc în ziua următoare. Cu toate acestea, Napoleon a preferat planul lui Murat de a lansa o serie de atacuri frontale, care s-au soldat cu pierderi enorme de ambele părți, fără ca francezii să fi putut obține o victorie decisivă. Din octombrie, Davout acoperă retragerea armatei, dar este în mod constant defăimat de Berthier și de Murat, astfel că este curând înlocuit cu Ney. 

### Campania din Saxa
În timpul campaniei din Saxa (1813), mareșalul prinț de Eckmühl este singurul comandant francez care rămâne neînvins, apărând Dresda și păstrând controlul orașului Hamburg pentru mai mult de 1 an, în ciuda asediului forțelor aliate. Doar după ce Napoleon abdică și noul suveran francez, Ludovic al XVIII-lea al Franței, îi ordonă să predea poziția, consimte să evacueze orașul (27 mai 1814) pentru a se întoarce cu trupele sale în Franța.

## Cele „o sută de zile”
Davout nu agreează noul regim francez și este singurul mareșal care nu îi jură credință regelui. La reîntoarcerea lui Napoleon, Davout ezită să se mai implice, dar se lasă până la urmă convins, spunându-i Împăratului: „Ori vă servesc pe dumneavoastră, ori nu mai servesc pe nimeni.” Împreună cu Davout, numit Ministru de Război pe 20 martie 1815, Napoleon reușește să pună pe picioare o armată importantă, într-un timp extrem de scurt. Deși ar fi vrut o comandă operațională, Davout rămâne la Paris pentru a continua pregătirile de război și deci nu participă la campania de la Waterloo. 

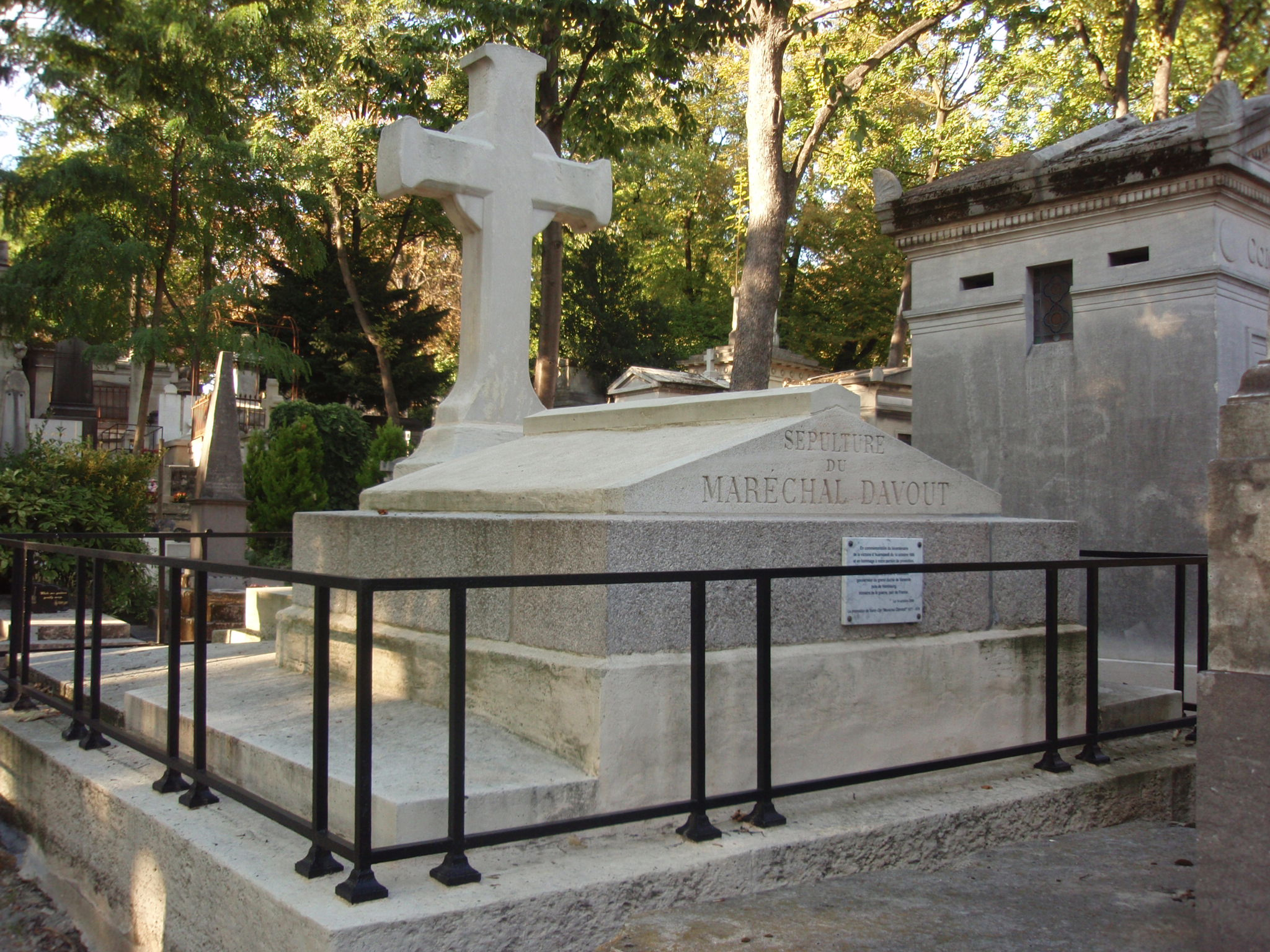
Mormântul Mareşalului Davout la Père Lachaise

După a doua abdicare a Împăratului, în vidul de putere creat, Davout refuză să se predea și îl ordonă lui Exelmans să se lupte la Rocquencourt dar forțele franceze sunt apoi învinse apoi la Issy și mareșalul încheie un armistițiu. Odată cu reîntoarcerea Bourbonilor vine și represiunea împotriva comandanților militari bonapartiști. Davout își apără oamenii cerând să fie pedepsit în locul lor, din moment ce acționau la comanda sa. În cadrul procesului mareșalului Ney, Davout a rostit un discurs memorabil în apărarea prințului de Moscova, ceea ce nu îl va salva însă pe acesta din urmă de pedeapsa capitală.

## Anii de dizgrație
Ca urmare a atitudinii sale anti-regaliste, Davout a fost în dizgrație până în 1817, când i se restituie bastonul de Mareșal. Deși este numit pair al Franței în 1819, Davout nu refuză să revină într-un post politic important și nici nu i se va da vreo comandă militară. Nu a mai făcut decât să ocupe postul minor de primar al Savigny-sur-Orge, un orășel de lângă Paris. Mareșalul Davout a murit în anul 1823 și este înmormântat la cimitirul Père Lachaise, în zona Avenue Masséna-Avenue Suchet, unde se odihnesc, printre alții, și mareșalii Ney, Murat, Suchet, Masséna.